# Cryptanthus warasii
Cryptanthus warasii är en gräsväxtart som beskrevs av Edmundo Pereira. Cryptanthus warasii ingår i släktet Cryptanthus, och familjen Bromeliaceae. Inga underarter finns listade i Catalogue of Life.